# タムワース (ニューサウスウェールズ州)
タムワース（Tamworth）は、オーストラリアのニューサウスウェールズ州にある都市。人口は4万1006人（2016年）。

## 概要
1831年、羊や牛の放牧地として開設された。地名はタムワース (イングランド)に由来する。現在でも家畜の放牧が盛んで、特に競走馬の飼育地として有名である。
「タムワース・カントリーミュージックフェスティバル」が毎年1月に開催され、大勢の観光客が集まる。

## 姉妹都市
- タムワース (イングランド)　 イギリス
- ナッシュビル　 アメリカ合衆国
- 三戸町　 日本
- ゴア　 ニュージーランド
- 北京市朝陽区　 中国
- クリム地区　 マレーシア